# Буреј
Буреј (фр. Boureuilles) насеље је и општина у североисточној Француској у региону Лорена, у департману Меза која припада префектури Верден.
По подацима из 2011. године у општини је живело 124 становника, а густина насељености је износила 5,81 становника/km². Општина се простире на површини од 21,33 km². Налази се на средњој надморској висини од 167 метара (максималној 283 m, а минималној 138 m).

## Демографија
| 1962. | 1968. | 1975. | 1982. | 1990. | 1999. | 2011. |
| ----- | ----- | ----- | ----- | ----- | ----- | ----- |
| 117   | 134   | 121   | 118   | 119   | 118   | 124   |

График промене броја становника у току последњих година